# Янка Мавр
Янка Мавр (біл. Янка Мавр, справжнє ім'я Іван Михайлович Федоров, біл. Іван Міхайлавіч Фёдараў, 29 квітня (10 травня) 1883, Лібава — 3 серпня 1971, Мінськ) — білоруський радянський письменник-фантаст, автор дитячої та пригодницької літератури, драматург, есперантист та перекладач. Вважається зачинателем білоруської дитячої літератури, а також автором першої фантастичної повісті білоруською мовою.

## Біографія

### Ранні роки життя і початок педагогічної діяльності

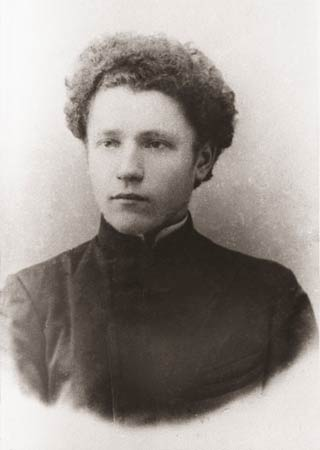
Іван Федоров (Я. Мавр) — семінарист Паневежської учительської семинарії

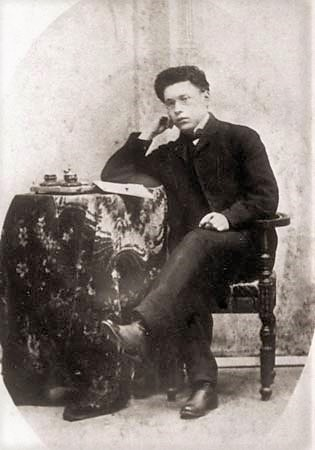
Іван Федоров — помічник учителя початкової школи містечка Нове Место (Литва)

Іван Михайлович Федоров народився в 1883 році в портовому місті Лібава, в якому на той час працював його батько, відставний солдат, який разом із родиною перебрався до цього прибалтійського міста в пошуках роботи. Після ранньої смерті батька (Івану на цей час виповнилось 8 років) майбутній письменник з матір'ю повернулись у її рідне село Лебанішки Ковенської губернії. Під час проживання в рідному селі матері сім'я дуже бідувала, деякий час матері з сином доводилось навіть жебракувати. Після закінчення початкової школи в селі майбутній письменник вступив до ремісничого училища в Ковно, під час навчання в якому він захопився читанням художньої літератури, особливо пригодницької. Після закінчення навчання в ремісничому училищі у 1899 році Іван Федоров вступив до вчительської семінарії в Поневежі. Цей навчальний заклад майбутній письменник не закінчив, оскільки був виключений із семінарії у 1902 році з останнього курсу за вільнодумство та «сумніви в релігії». Проте за короткий час, у 1903 році, він усе-таки здав екстерном випускні екзамени за курс семінарії, після чого розпочав працювати вчителем у селі Нове Место біля Поневежа. За короткий час Івана Федорова перевели до школи в селі Битча неподалік Борисова. У 1906 році молодий учитель разом із іншим відомим у майбутньому білоруським письменником Якубом Коласом бере участь у нелегальному загальнобілоруському учительському з'їзді біля села Миколаївщина, і за це його невдовзі звільняють з роботи. У зв'язку з відсутністю роботи Іван Федоров прийняв пропозицію священника із села Битча Федора Адамовича стати приватним учителем для трьох дітей його дочки Варвари, яка нещодавно овдовіла. Упродовж короткого часу Іван та Варвара покохали один одного, а в 1909 році повінчались. У цьому шлюбі народився перший син Федір (у майбутньому відомий учений-фізик). З 1909 року Іван Федоров з родиною жив у селі Турець, а з 1911 році сім'я перебралась до Мінська, де Іван Федоров зумів влаштуватись на роботу вчителем приватної торгівельної школи. У 1915 році у сім'ї народився другий син Арсен. У 1917 році Іван Михайлович Федоров перейшов на роботу вчителем історії та географії у залізничній школі. У 1919 році в родині народилась дочка Олександра, проте за короткий час помирає дружина Івана Федорова Варвара. За рік майбутній письменник одружується вдруге на Стефаниді Шильонок, у шлюбі з якою в 1924 році народжується дочка Наталія.

### Міжвоєнний період. Початок літературної діяльності
Після Жовтневого перевороту Іван Федоров працював у мінській залізничній школі № 25, одночасно став завідувачем відділу наркомату освіти БРСР, неодноразово був делегатом з'їздів та конференцій учителів, працював у оргкомітеті з організації профспілки учителів. У 1923 році він розпочав літературну діяльність, спочатку як автор статей та фейлетонів у газеті «Радянська Білорусія» та ленінградському журналі «Бегемот». Для себе Іван Федоров обрав незвичний літературний псевдонім «Янка Мавр», у якому ім'я було типове для білорусів, проте прізвище робило асоціації з темношкірими мешканцями Африки. У 1926—1927 році під цим псевдонімом письменник опублікував у журналі «Білоруський піонер» свою першу повість «Людина йде» (біл. Чалавек ідзе), в якій розповідалось про життя первісних людей, яка задумувалась автором початково як своєрідний навчальний посібник про життя первісних людей. Ця повість користувалась великою популярністю серед юних читачів, які у листах до редакції журналу неодноразово просили надрукувати продовження повісті. У 1927 році вийшла друком також низка оповідань письменника, які пізніше увійшли до його першої авторської збірки творів «Сльози Тубі» (біл. Слёзы Тубі).У 1927 році вийшов також перший фантастичний твір письменника «Мандрівка по зірках» (біл. Вандраванне па зорках), опублікований у журналі «Беларускі піянер». У 1928 році вийшла друком наступна повість Янки Мавра «У країні райського птаха» (біл. У краіне райскай птушкі), наступна повість письменника «Син води» (біл. Сын вады) вийшла друком також у 1928 році. Обидві ці повісті написані в пригодницькому жанрі, та описують боротьбу пригноблених народів, зокрема Нової Гвінеї та Вогняної Землі за свої права. У 1930 році виходить друком найвідоміший твір Янки Мавра — повість «Поліські робінзони» (біл. Палескія рабінзоны), у якому описується подорож двох хлопців по лісах та болотах білоруського Полісся. Сам письменник про повість висловився, що вона дала можливість молоді та дітям відчути, що романтика є не лише десь у далеких країнах, а недалеко від дому, окрім того, у близькій від дому місцевості можна зустріти тварину, що зустрічається у світі рідше, ніж слони і тигри. Повість відразу здобула велику популярність як у Білорусі, так і в інших республіках СРСР, і на її основі письменник написав сценарій до однойменного художнього фільму, який вийшов на екрани в 1934 році. З 1930 року Іван Федоров перейшов на роботу до Державного видавництва Білорусі, де працював до 1936 року.
У 1930 році виходить друком перший роман Янки Мавра «Амок», яка розповідає про боротьбу жителів Яви проти європейських колонізаторів. Назву цього роману письменник взяв із назви популярної на той час новели Стефана Цвейга, а ідеєю твору стало повідомлення з французького часопису мовою есперанто, якою вільно володів Янка Мавр. Матеріали для написання роману письменник отримував як від есперантистів на території Індонезії, так і від нідерландських есперантистів.
У 1932 році виходить друком повість з елементами фантастики про життя білоруського села «Повість майбутніх днів» (біл. Аповесць будучых дзён), яку частина літературних критиків відносять до фантастики близького прицілу, оскільки в ній розповідається про неймовірний розвиток техніки в радянському сільському господарстві та значне покращення матеріального становища жителів радянського села в недалекому майбутньому.
У 1934 році уперше опублікована науково-фантастична повість «ТВТ», яка мала початково підзаголовок «оповідання про те, як молоді герої збунтувались проти речей і збили з пантелику дядька Данила, тітку Марію, навіть міліціонера і, накінець, увесь світ; як вони навчились бачити те, чого не бачать інші, та як Цибук добував окуляри» (біл. апавяданне пра тое, як маладыя героі ўзбунтаваліся супраць рэчаў і збілі з панталыку дзядзьку Данілу, цётку Мар'ю, нават міліцыянера і, нарэшце, увесь свет; як яны навучыліся бачыць тое, чаго другія не бачаць, і як Цыбук здабываў ачкі). У повісті розповідалось про школярів, які об'єднались у Товариство Войовничих Техніків (скорочено ТВТ), та самостійно роблять різні технічні винаходи. Ця повість перемогла на першому всебілоруському конкурсі дитячої книги, після чого «ТВТ» відмічено в доповіді Самуїла Маршака на І з'їзді письменників СРСР як один із кращих творів дитячої літератури. Ця повість спричинила появу стихійного руху товариств войовничих техніків у різних містах, не лише Білорусі, а й інших радянських республік, ще за кілька років до появи тимурівського руху. Поява стихійного дитячого руху, не регламентованого керівними вказівками зверху, спричинило опір керівників освіти тогочасного СРСР, і він поступово згорнув свою діяльність. У довоєнний час Янка Мавр написав також антирелігійну повість-памфлет «Подорож у пекло» (біл. Падарожжа ў пекла) та дві п'єси — «Помилка» (біл. Памылка) та «Хата скраю» (біл. Аповесць будучых дзён). Після початку сталінських репресій письменник також отримав повістку до органів держбзпеки, проте слідчий, дізнавшись, що Іван Федоров і Янка Мавр це одна й та ж сама людина, відразу ж відпустив письменника, повідомивши, що Янка Мавр це його улюблений письменник.

### Під час німецько-радянської війни
Після початку німецько-радянської війни Янка Мавр виїхав разом із родиною в евакуацію, спочатку в Новосибірськ, а пізніше в Алма-Ату. Письменник важко пережив розставання з рідною землею, жив у евакуації майже без засобів на існування. Для того, щоб утримувати родину, він був вимушений займатися ремонтом взуття, а також брав участь у масових зйомках на кіностудії. У 1943 році він перебрався до Москви, де тривалий час лікувався від водянки. Повернувся до Мінська лише після того, як його зайняли радянські війська. Після повернення до Білорусі Янка Мавр займався збором і редагуванням спогадів дітей, які пережили німецьку окупацію, які вийшли під назвою «Ніколи не забудемо» (біл. Ніколі не забудзем), а також написав кілька оповідань про трагічну долю дітей під час німецько-радянської війни.

### Післявоєнний час і останні роки життя
У післявоєнний час Янка Мавр продовжив як написання фантастичної літератури, так і книг для дітей. У 1948 році він видав першу частину автобіографічної повісті «Шлях із темряви» (біл. Шлях з цемры), друга й третя частини повісті вийшли друком у 1956 і 1957 роках. У 1954 році письменник видає фантастичну повість «Фантомобіль професора Циляковського» (біл. Фантамабіль прафесара Цылякоўскага), у якій розповідається про винахід професором Циляковським (у прізвищі якого вгадується дещо перероблене прізвище відомого вченого Костянтина Едуардовича Ціолковського) новітнього транспортного засобу, який може пересуватися за допомогою сили фантазії, тому для покращення його роботи в його екіпажі знаходяться діти, оскільки у них фантазія значно вища. і вони дають більше енергії двигуну цього автомобіля.
В останні роки свого життя письменник важко хворів, майже втратив зір. Помер Янка Мавр у 1971 році в Мінську, похований письменник на міському Східному кладовищі. Незавершеними залишились роман «Дівчина-мати» (біл. Дзяўчына-маці), у якому розповідається, як білоруська дівчина під час війни взяла з гетто дівчинку, видаючи її за свою дочку; а також фантастичний роман «Останні з Еріди» (біл. Апошнія з Эрыды).

## Переклади
Твори Янки Мавра перекладені російською, українською, вірменською, таджицькою, литовською, польською, чеською, англійською мовами, низка його творів перекладена також іншими мовами. Окрім цього, сам письменник переклав на білоруську мову низку творів іншомовних письменників, переважно пригодницької тематики: Жуля Верна, Марка Твена, Редьярда Кіплінга, Віктора Гюго, Ганса Крістіана Андерсена, Михайла Пришвіна, Антона Чехова, Аркадія Гайдара, Дмитра Маміна-Сибіряка, Фенімора Купера, Томаса Майна Ріда.

## Захоплення
Янка Мавр був одним із засновників есперантистського руху в Білорусі, розпочав вивчати мову есперанто ще в 1904 році. Саме завдяки знанню есперанто він краще знаходив матеріали для своїх творів про далекі країни, листуючись з есперантистами з інших країн, а тему до свого роману «Амок» письменник узяв із французького есперантистського журналу. Янка Мавр також захоплювався спіритизмом, і часто влаштовував у себе вдома спіритичні сеанси.

## Особисте життя

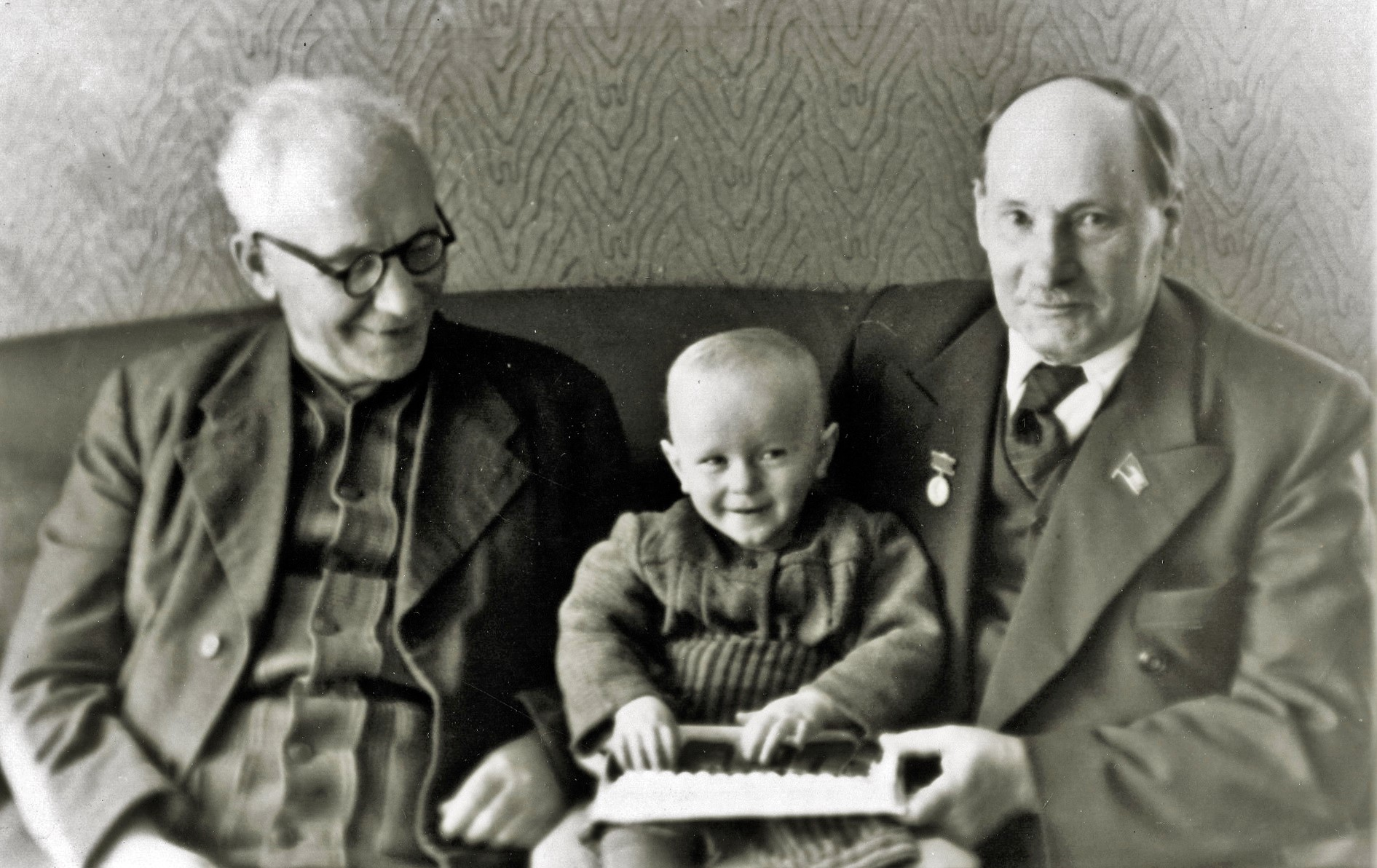
Янка Мавр і Якуб Колас разом із спільним першим онуком

Письменник уперше дружився у 1909 році на вдові, яка мала трьох дітей. У цьому шлюбі народився троє дітей, у тому числі перший син Федір (у майбутньому відомий учений-фізик). У 1919 році, невдовзі після народження третьої спільної дитини, дружина Янки Мавра помирає, і за рік майбутній письменник одружується вдруге на Стефаниді Шильонок, у шлюбі з якою в 1924 році народжується дочка Наталія.
Янка Мавр ще в 1906 році познайомився з Якубом Коласом, після чого тривалий час підтримував з ним дружні відносини. Під час німецько-радянської війни, знаходячись у евакуації в різних містах, вони часто листувались. Пізніше син Якуба Коласа одружився з дочкою Янки Мавра Наталією, і два білоруські письменники мали трьох спільних онуків.

## Нагороди
Янка Мавр двічі нагороджений орденом Трудового Червоного Прапора, а також орденом «Знак Пошани». Тричі — у 1930, 1934 і 1940 роках — письменник отримував премії на Всебілоруському конкурсі дитячої книги. У 1968 році отримав звання заслуженого діяча культури БРСР. Посмертно, у 1972 році, письменник отримав Державну премію БРСР, яку його син Федір передав у радянський фонд миру.

## Вшанування пам'яті
На честь Янки Мавра названі вулиці у Мінську і Пінську. Іменем Янки Мавра названа Мінська обласна дитяча бібліотека. З 1993 року в Білорусі присуджується премія імені Янки Мавра за кращий літературний твір для дітей.

### Збірки
- 1930 — Слёзы Тубі
- 1947 — Вакол свету
- 1951 — Апавяданні
- 1952 — Выбраныя творы
- 1954 — Аповесці і апавяданні
- 1957 — За тридевять земель
- 1960 — Збор твораў у двух тамах
- 1960 — Человек идет
- 1962 — Сын воды; В стране райской птицы; Амок
- 1968 — Путь из тьмы
- 1969 — Апавяданні і аповесць
- 1971 — Полесские робинзоны; ТВТ
- 1975—1976 — Збор твораў у чатырох тамах

### Романи
- 1929 — Амок

### Повісті
- 1926 — Чалавек ідзе
- 1928 — У краіне райскай птушкі
- 1928 — Сын вады
- 1929 — Пекла
- 1930 — Палескія робінзоны
- 1932 — Аповесць будучых дзён
- 1934 — ТВТ, або апавяданне пра тое, як маладыя героі ўзбунтаваліся супраць рэчаў і збілі з панталыку дзядзьку Данілу, цётку Мар'ю, нават міліцыянера і, нарэшце, увесь свет; як яны навучыліся бачыць тое, чаго другія не бачаць, і як Цыбук здабываў ачкі
- 1946 — Крывы шлях
- 1948—1957 — Шлях з цемры
- 1954 — Фантамабіль прафесара Цылякоўскага

### Оповідання
- 1927 — Піонэрскія казкі
- 1927 — Слёзы Тубі
- 1927 — Недарэчныя апавяданьні
- 1927 — Лацароні
- 1927 — Звяры на караблі
- 1927 — Незвычайная прынада
- 1928 — Помста кошкі
- 1928 — Полымя смерці
- 1929 — Сымонка-рызыкант
- 1929 — Школа ў паходзе
- 1930 — У цясніне
- 1931 — Савецкая кватэра
- 1932 — Драўлянае апавяданьне
- 1932 — Чужаземец
- 1932 — Заморскія казкі
- 1935 — Казка пра смелага акцябронка Рому
- 1936 — Спартак
- 1937 — Мая ёлка
- 1939 — Каршун
- 1939 — Сям'я
- 1939 — Бярозавы конь
- 1939 — Падарожжа ад школы да дому
- 1939 — Справа пятага «Б»
- 1939 — Новае жыццё
- 1939 — Чэснае піянерскае
- 1940 — Начальнік артылерыі
- 1941 — Як Соня па доктара хадзіла
- 1941 — На крызе
- 1945 — Дзве праўды
- 1945 — Вялікі паварот
- 1945 — Васілёк
- 1945 — Багіра
- 1945 — Пра самурайскі дух…
- 1945 — Шчасце
- 1946 — Яно
- 1946 — Драўляная лыжка
- 1946 — Пстрык
- 1946 — Завошта?
- 1946 — На парозе будучыні
- 1946 — Максімка
- 1947 — Невядомы герой
- 1947 — Два прыяцелі
- 1947 — Маленькае непаразуменне
- 1947 — Дыпламатыя
- 1947 — Мілы дзядуля!
- 1947 — Своесаблівы бізнес
- 1947 — Юбілейны дзед
- 1948 — Віцеў экспанат
- 1948 — Гісторыя аднаго шэфства
- 1948 — Пасылка
- 1949 — Мікробы — правакатары
- 1950 — Застрахаваўся
- 1951 — Шапка
- 1951 — Дом пры дарозе
- 1951 — Запіска
- 1951 — Васька Жукаў
- 1952 — Цётка Эмілія
- 1954 — Апошні вылет
- 1960 — Падарожжа вакол дома
- 1964 — Здабыча
- 1969 — Пра бульбу
- 1969 — Раненне
- 1977 — Зімовая кватэра